# Axyris mira
Axyris mira är en amarantväxtart som beskrevs av Sukhor. Axyris mira ingår i släktet amarantmållor, och familjen amarantväxter. Inga underarter finns listade i Catalogue of Life.